# 戴嵩

斗牛图卷

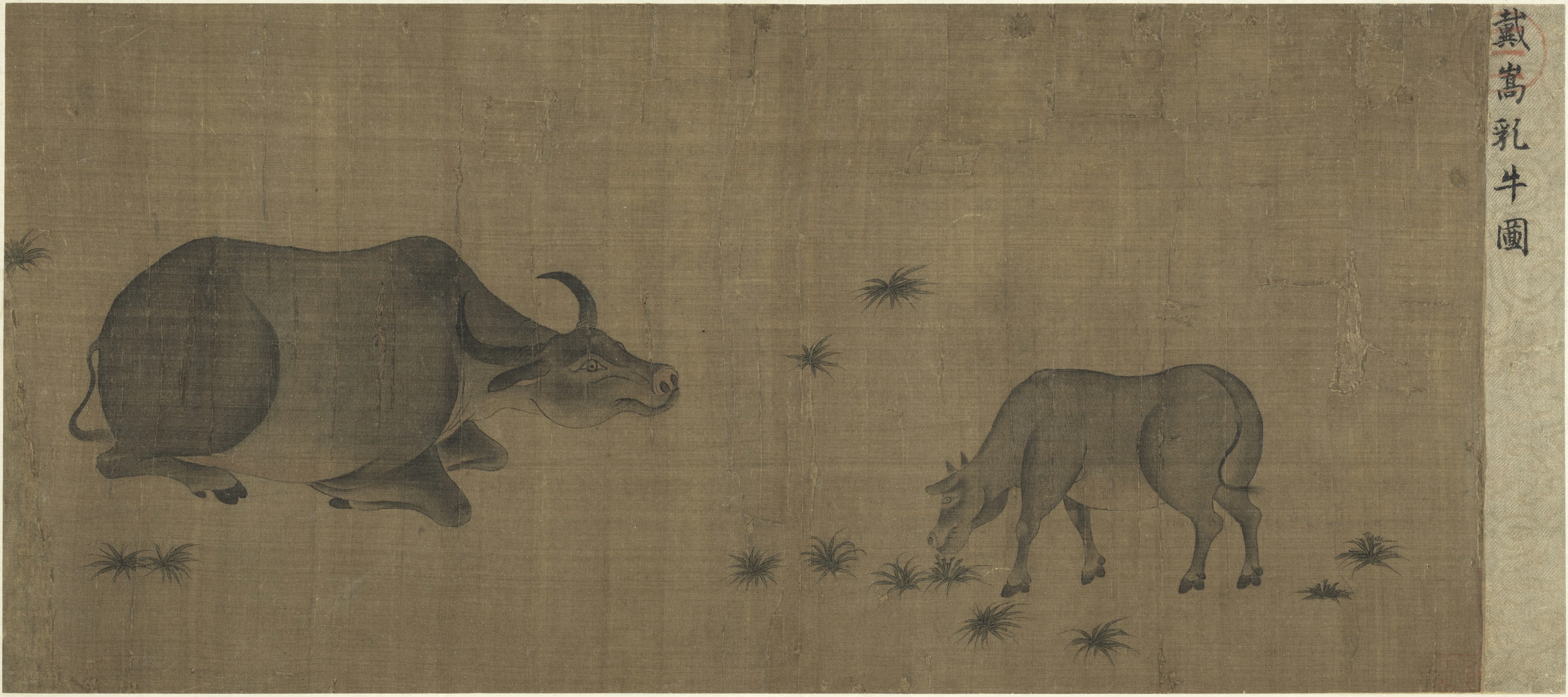
乳牛图

戴嵩（？—？），唐代画家。唐德宗时，韩滉任浙江西道观察使，以他为巡官。绘画以韩滉为师，擅画水牛，后人称他得“野性筋骨之妙”，与韩干画马齐名，世称“韩马戴牛”。所画田家川原景色，亦有逸致。传世作品有《斗牛图》。